# Gunnar Gren
Johan Gunnar Gren (Gotemburgo, 31 de octubre de 1920-Gotemburgo, 10 de noviembre de 1991) fue un futbolista y entrenador sueco que se desempeñó como delantero. Representó a Suecia de 1940 a 1958 y es considerado como uno de los mejores jugadores en la historia.

## Biografía
Creció en Majorna, un distrito de Gotemburgo y su talento se notó por primera vez en 1934, cuando tenía trece años. Ganó con 126 golpes, casi el doble que el subcampeón, una competencia abierta en malabares con pelota organizada por la Asociación de Fútbol de Gotemburgo.
Murió poco después de cumplir los 71 años.

## Carrera
Ganó varios trofeos en su carrera, incluyendo el primer Guldbollen en 1946 y el título sueco con IFK Göteborg.
| Club           | País   | Año         |
| -------------- | ------ | ----------- |
| Gårda BK       | Suecia | 1937 - 1941 |
| IFK Göteborg   | Suecia | 1941 - 1949 |
| AC Milan       | Italia | 1949 - 1953 |
| ACF Fiorentina | Italia | 1953 - 1955 |
| Genoa CFC      | Italia | 1955 - 1956 |
| Örgryte IS     | Suecia | 1956 - 1957 |

### AC Milan
Formó parte del famoso trío en el Associazione Calcio Milan conocido como el Gre-No-Li, junto con sus compañeros de equipo Gunnar Nordahl y Nils Liedholm, donde logró varios títulos nacionales y su extraordinario manejo del balón y habilidad táctica le valieron el apodo de «Il professore» (El Profesor). Fue el maximo asistente de la Copa Latina 1951 e Copa Latina 1953, fue campeón de las Copa Latina 1951 e Copa Latina 1956.

## Selección nacional

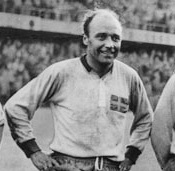
Jugando en Suecia 58.

Debutó en la selección de Suecia, el 29 de agosto de 1940 en el triunfo de 3-2 sobre Finlandia. Se retiró a los 37 años y su carrera de veinte años fue un récord sueco, antes de ser quebrado por Zlatan Ibrahimović en 2021.
En total, Gren hizo 57 presentaciones para el equipo nacional, anotando 32 goles.

### Participaciones en Copas del Mundo
A sus 37 años fue titular indiscutido, anotó un gol y jugó el partido final.
| Mundial                        | Sede   | Resultado  | PJ | Goles |
| ------------------------------ | ------ | ---------- | -- | ----- |
| Copa Mundial de Fútbol de 1958 | Suecia | Subcampeón | 5  | 1     |

## Entrenador
Después de retirarse como jugador, Gren entrenó al IK Oddevold y al GAIS.
| Club            | País   | Año         |
| --------------- | ------ | ----------- |
| A.C. Milan      | Italia | 1952        |
| Örgryte IS      | Suecia | 1956 - 1959 |
| IFK Göteborg    | Suecia | 1960        |
| Juventus F.C.   | Italia | 1961        |
| GAIS            | Suecia | 1963 - 1964 |
| IFK Värnamo     | Suecia | 1965 - 1966 |
| Redbergslids IK | Suecia | 1967        |
| GAIS            | Suecia | 1968 - 1969 |
| Skogens IF      | Suecia | 1970        |
| Fässbergs IF    | Suecia | 1973        |
| IK Oddevold     | Suecia | 1976        |